# خشکدان بابکان
خشکدان بابکان، روستایی از توابع بخش مرکزی شهرستان بویراحمد در استان کهگیلویه و بویراحمد ایران است.که از طبیعتی زیبا برخوردار است

## جمعیت
این روستا در 20 کیلومتری دهستان سپیدار قرار دارد قرار دارد و براساس سرشماری مرکز آمار ایران در سال ۱403، جمعیت آن 250 نفر (42خانوار) بوده‌است.